# Heinäjärvi (sjö i Finland, Norra Österbotten, lat 65,72, long 29,15)
Heinäjärvi är en sjö i Finland. Den ligger i kommunen Kuusamo i landskapet Norra Österbotten, i den nordöstra delen av landet, 600 km norr om huvudstaden Helsingfors. Heinäjärvi ligger 243 meter över havet. Arean är 80,5 hektar och strandlinjen är 5,29 kilometer lång. Sjön  ingår i Ijo älvs huvudavrinningsområde. 